# Magic Hour
Magic Hour ist ein Filmdrama von Katie Aselton. Der Film mit der Regisseurin selbst und dem Rapper und Schauspieler Daveed Diggs in den Hauptrollen feierte im März 2025 beim South by Southwest Film Festival seine Premiere.

## Handlung
Erin und Charlie haben sich nach Joshua Tree inmitten der kalifornischen Wüste zurückgezogen, um eine unerwartete und herausfordernde neue Phase ihrer Beziehung zu meistern. Gelegentlich werden sie dort von Erins altem Freund besucht, der ihnen das Haus zur Verfügung gestellt hat.

## Produktion

### Filmstab, Besetzung und Dreharbeiten
Regie führte Katie Aselton, die gemeinsam mit ihrem Ehemann Mark Duplass auch das Drehbuch schrieb. Es handelt sich bei Magic Hour nach The Freebie, Black Rock - Überleben ist alles und Mack & Rita um den vierten Spielfilm der aus Filmen wie Synchronic und She Dies Tomorrow bekannten Schauspielerin. Zwischen 2009 und 2015 war sie in 82 Folgen in der Fernsehserie The League, neben ihrem Ehemann, in einer Hauptrolle zu sehen. Filmeditorin Stephanie Kaznocha war zuletzt für Roshan Sethis Tragikomödie A Nice Indian Boy tätig.
Regisseurin Aselton spielt Erin und Daveed Diggs ihren Partner Charlie. Brad Garrett spielt Erins alten Freund, der ihnen das Haus in Joshua Tree zur Verfügung gestellt hat. Susan Sullivan ist in der Rolle von Erins Mutter zu sehen.
Das Szenenbild stammt von Arielle Ness-Cohe. Als Kamerafrau fungierte Sarah Whelden.

### Filmmusik und Veröffentlichung
Die Filmmusik komponierten Zachary Dawes, bekannt für Filme wie The Peanut Butter Falcon und Jemand ist in deinem Haus, und Tyler Parkford. Beide schrieben in der Vergangenheit Songtexte für Lana Del Rey.
Die Weltpremiere des Films fand am 7. März 2025 beim South by Southwest Film Festival statt. Im April 2025 erfolgten Vorstellungen beim Miami Film Festival. Ende Juni 2025 wird Magic Hour beim Nantucket Film Festival und beim Bentonville Film Festival gezeigt.

## Auszeichnungen
Bentonville Film Festival 2025
- Nominierung im Narrative Competition[9]

Miami Film Festival 2025
- Nominierung für den Jordan Ressler First Feature Award[6]

South by Southwest Film Festival 2025
- Nominierung für den Publikumspreis in der Sektion Narrative Spotlight[10]